# Camelon
Camelon, schottisch-gälisch: Camlan, ist eine Ortschaft in der schottischen Council Area Falkirk. Sie liegt in der traditionellen Grafschaft Stirlingshire etwa drei Kilometer westlich des Stadtzentrums von Falkirk und etwa zwölf Kilometer südöstlich von Stirling im Central Belt. Camelon liegt am Forth and Clyde Canal und am Fluss Carron. Im Jahre 1991 verzeichnete Camelon 3272 Einwohner. Heute ist Camelon ein westlicher Stadtteil von Falkirk.

## Geschichte
Südlich von Camelon verläuft der Antoninuswall und auf dem Gebiet von Camelon wurden Überreste römischer Besiedlung gefunden. Zwischen dem Rückzug der Römer und dem 9. Jahrhundert sollen Pikten auf dem Gebiet gesiedelt haben. Der Carron könnte zu dieser Zeit bis Camelon schiffbar gewesen sein. Dies scheint plausibel, da der Firth of Forth zu dieser Zeit wahrscheinlich weiter in die Landmasse hineinreichte. So wurde bei Camelon ein Anker gefunden.
Camelon entwickelte sich mit dem Bau des Forth and Clyde Canals in den 1770er Jahren. Zwischen 1798 und 1861 wurde in Camelon die gleichnamige Whiskybrennerei betrieben. Sie wurde schließlich aufgegeben und die Gebäude teilweise von der nahegelegenen Rosebank-Brennerei weitergenutzt. Bei Camelon wurden der Forth and Clyde Canal über zahlreiche Schleusen mit dem Union Canal vereint. Im Jahre 2002 wurde westlich von Camelon das Schiffshebewerk Falkirk Wheel eröffnet und ersetzte die Schleusenanlagen.

## Religion
Die Gemeinden Irving und St John’s der Church of Scotland wurden 2003 zur Camelon Parish Church mit knapp 400 Mitgliedern zusammengeschlossen.
Die von Gillespie, Kidd & Coia entworfene katholische Kirche St Mary of the Angels wurde 1961 fertiggestellt und ist seit 1994 ein Baudenkmal der Kategorie A. Die Gemeinde, die weite Teile von Falkirk umfasst, hat 1500 Mitglieder und gehört zum Erzbistum Saint Andrews und Edinburgh.

## Verkehr
Durch Plean verläuft die A9, die bedeutendste Fernverkehrsstraße der schottischen Highlands, auf ihrem Weg von Falkirk nach Thurso. Die Autobahnen M9, M80 und M876 verlaufen nur wenige Kilometer nördlich und nordwestlich. Camelon besitzt einen eigenen Bahnhof, den die First ScotRail auf der Edinburgh to Dunblane Line und der Cumbernauld Line bedient.

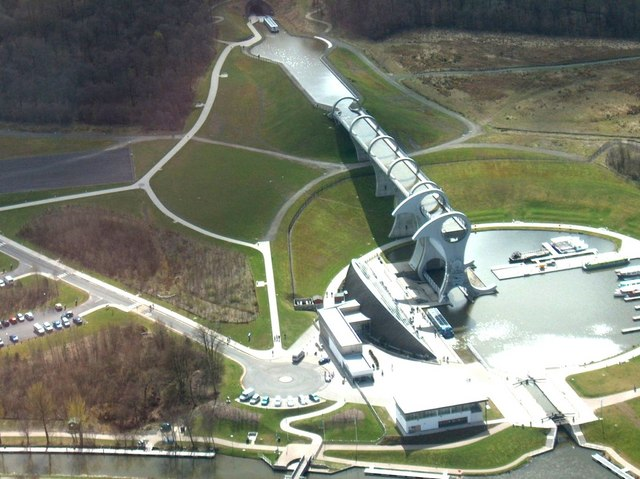
Falkirk Wheel
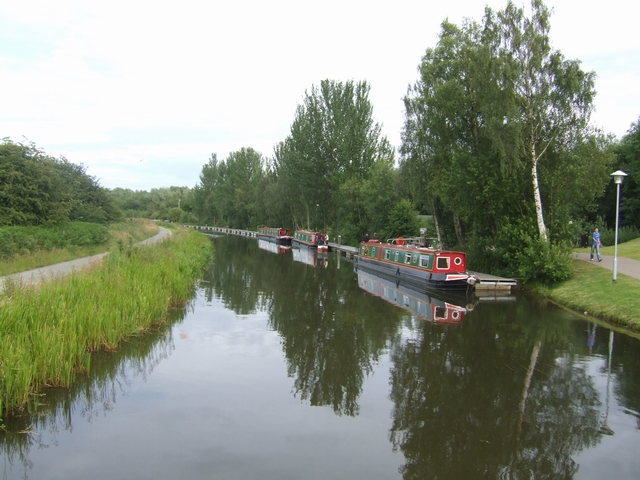
Der Forth and Clyde Canal bei Camelon
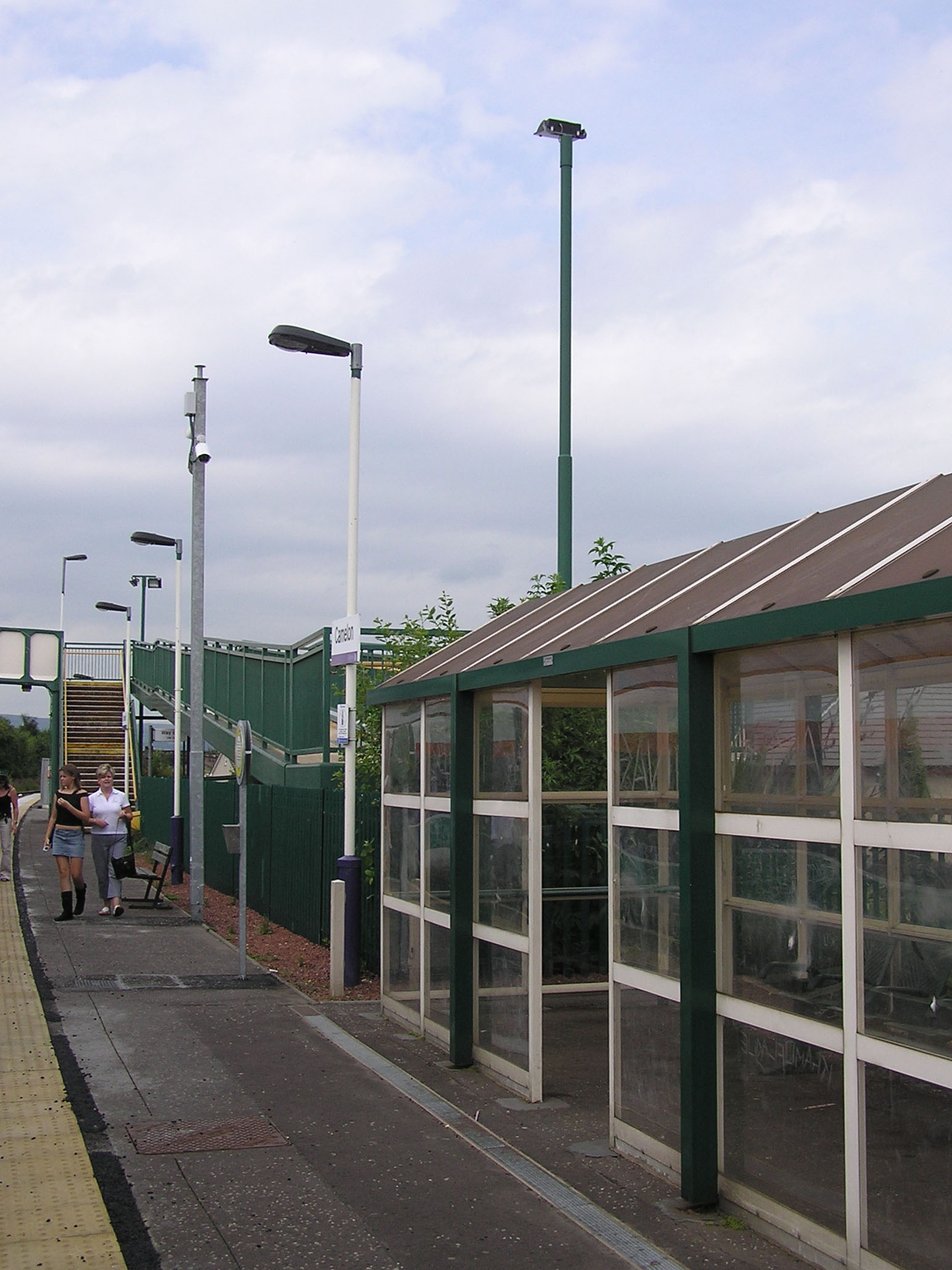
Bahnhof von Camelon